# MUSIC COASTER
MUSIC COASTER（ミュージック・コースター）は、FM OSAKAで放送されたオールJ-POPのFMラジオ音楽番組。
この項では、姉妹番組として放送された「MUSIC COASTER FRIDAY」についても詳述する。

## 概要

### 沿革
- 2005年4月 - 放送開始。

深夜枠（月-水 25:00-27:00、JST）で放送開始。当初は、全曜日遠藤淳とみゆきのダブルDJだった。2人とも同局初登場であったが、そのキャラクターとオールJ-POPにこだわった選曲スタイルにより、次第に中高生からの支持を集めるようになり、2007年の聴取率調査で同時間帯の聴取率がトップとなった。
- 2006年10月 - 月-金に拡大

月・火はみゆきが、水・木は遠藤が担当するワンマンスタイルに。金曜日は珠久美穂子がこの番組に初登場した。
- 2007年10月 - 夕方ワイドへの昇格

ここから、庄司悟が登場。
月-木曜は、前番組ROCK the RADIO 851から引き続いて、TOWER RECORDSがスポンサーになり、タワーレコード梅田大阪マルビル店内にあるサテライトスタジオ「FM OSAKA TOWER STATION（タワステ）」からの公開生放送だった。FRIDAYのみスポンサーコールがなく、本社スタジオから放送していた。タワステは店内通路に面した大きな窓があったことから、窓越しに自由に見学することができた。ただし、ゲストコーナーでの混雑が予想される場合は、パーテーションを設置して観客を制限していた。
- 2009年3月 - 「MUSIC COASTER FRIDAY」終了（後述）

- 2009年4月 - スポンサー降板

TOWER RECORDSがスポンサーを降板。スポンサーコールが「@TOWER STATION」というジングルに変わり、『TOWERS SELECTION』と『オススメ戦隊梅レコメン』が終了した。
- 2009年7月 - 公開放送終了

第2週より、TOWER STATIONからの公開生放送が木曜日のみに縮小。さらに30日をもって、公開生放送が完全に終了となり、全曜日本社スタジオから放送される。
- 2009年10月 - みゆき卒業

8月5日・6日にわたって、みゆきが体調不良を理由に欠席した。翌週の12日、番組に電話出演し、妊娠していることと母体が安定するまで番組を欠席することを発表した。この間の番組は遠藤が1人でDJを務めた。
9月24日の番組冒頭で、みゆき自身が出演して翌週からの番組復帰を発表。しかし、翌週30日の番組後半に番組卒業が発表され、翌10月1日をもって卒業となった。番組開始からの4年半を随所で振り返りつつ、感謝を述べていた。この日の最後の曲はみゆきがリクエストした無限大（関ジャニ∞）だった。
この卒業により月・火はこれまで通りダブルDJである一方、水・木は遠藤のみのワンマンDJになった。
- 2009年11月11日 - 高見こころ登場

水・木のDJに高見こころが登場。生放送に出演するのはこの番組が初めてである。これにより、全曜日がダブルDJに戻った。
また、この日から『キュンドキ・ムービーズ』と『チケ・リザ』のコーナージングルが、みゆきも出演していたバージョンから、新バージョンにリニューアルされた。
- 2010年9月 - 終了

2010年秋改編からMUSIC COASTER ∞（インフィニティ）にリニューアルした。

### 番組グッズ
オリジナル携帯ストラップは、番組内で出題される「キミプレ」クイズ（後述）に正解した人の中から抽選でプレゼントされる（「-FRIDAY」はクイズなしで応募できた）。
- MUSIC COASTERオリジナル携帯ストラップ
  - 白・黒ペア（2008年10月-2009年6月4日）
  - ピンク・水色ペア（2009年6月15日-2010年1月14日）
  - オレンジ・パープルペア (2010年1月18日-2010年9月30日)
- MUSIC COASTER&NTTドコモのダブルネームクリアファイル[4]

#### 過去の番組グッズ
- MUSIC COASTERオリジナル缶ペンケース☆
- MUSIC COASTERオリジナル・大阪天満宮とのダブルネーム千社札（希望枚数もらえる・2代目と並行配布、2009年1月-3月）

## 放送時間
- 2005年4月-2006年9月

月-水 25:00-27:00
- 2006年10月-2007年9月

月-金 25:00-27:00
- 2007年10月-2010年9月

月-木 16:00-19:56

## DJ
|         |         | 月                 | 火                 | 水             | 木             | 金                   |
| ------- | ------- | ------------------ | ------------------ | -------------- | -------------- | -------------------- |
| 2005.4  | 2006.9  | みゆき・遠藤淳     | みゆき・遠藤淳     | みゆき・遠藤淳 | （放送なし）   | （放送なし）         |
| 2006.10 | 2007.9  | みゆき             | みゆき             | 遠藤淳         | 遠藤淳         | 珠久美穂子           |
|         |         | 月                 | 火                 | 水             | 木             | MUSIC COASTER FRIDAY |
| 2007.10 | 2009.3  | 庄司悟・珠久美穂子 | 庄司悟・珠久美穂子 | 遠藤淳・みゆき | 遠藤淳・みゆき | みゆき               |
| 2009.3  | 2009.10 | 庄司悟・珠久美穂子 | 庄司悟・珠久美穂子 | 遠藤淳・みゆき | 遠藤淳・みゆき | （放送なし）         |
| 2009.10 | 2009.11 | 庄司悟・珠久美穂子 | 庄司悟・珠久美穂子 | 遠藤淳         | 遠藤淳         | （放送なし）         |
| 2009.11 | 2010.9  | 庄司悟・珠久美穂子 | 庄司悟・珠久美穂子 | 遠藤淳・こころ | 遠藤淳・こころ | （放送なし）         |

### 過去の代打DJ
- 2008年11月3日[5] - 珠久&BRIGHT
- 2008年11月4日 - 珠久&遠藤
- 2009年2月11日[6] - 遠藤&森裕子
- 2009年2月12日[6] - 遠藤&小嶋晶子
- 2009年6月4日 - RIO[7]

- 2009年後半からは、一方が休む場合1人で進行することが多い。

FRIDAY
- 2009年2月7日[6] - アイクル
- 2009年2月13日[6] - 井上麻子[8]

## タイムテーブル・コーナー
番組終了時点
- 16:02、17:00、18:05、19:00 COASTER TRAXXX（毎週1曲をピックアップ[9]し、毎時間オンエアする。）
- 16:45 キュンドキ☆ムービーズ
- 16:57 Traffic Report
- 17:20 Ticket-Reserve（チケリザ）COASTER
- 17:30 NEWS&Weather&Traffic Report
- 17:43 （ここで「前半戦終了」とされる。ここから15分間はDJの2人が出演せず、録音コーナーとなる。）
- 17:45 快適生活ラジオショッピング
- 17:50 山崎まさよし GREETING MELODIES
- 18:15 COASTER PARTY by NTTドコモ（冬期間中のみ18:20-、後述）
- 18:55 Traffic Report
- 19:20 THE KIDDIEのChuするday(火)
  - 連休中などは、これ以外にもTraffic Reportが入ることがある。

「キミプレ」クイズ
「エフエム大阪を聴いているキミにプレゼントしたい、略して“キミプレ”」というオープニングコールから始まるクイズコーナー。ある答えを導き出すヒントを番組中3回出題する。出題は番組ADの“シマコ”が担当。「コースター劇団 小さなシマコ」（シマコが1人2役（さとる・ミホちゃん）を演じるラジオドラマ）や「ミュージックシマコースター」（シマコがジュン・みゆみゆの2役を演じるラジオコント）などキャラクターを演じて出題する。噛んだ場合でもそのまま放送される。基本的にコースターストラップ（前述）がプレゼントされるが、映画とのタイアップ時などはその関連商品がプレゼントされる。
COASTER PARTY
ゲストコーナー。NTTドコモ提供。ただし、17時台や19時台にオンエアされる場合や1日2回オンエアされる場合などは、スポンサーがつかない。また、スポンサーがついてからは、ゲストに出演したアーティスト・タレントの動画メッセージが携帯サイトで配信されている（NTTドコモユーザー限定）。

### 期間限定コーナー
- 17:10 気になる学祭INFO（木、秋のみ）
- 17:15 SDD Meeting（月・木、SDDプロジェクト期間中のみ。阪急電鉄・阪神電気鉄道提供）
- 18:05 JSBC SNOWTOWN WHITE INFORMATION（冬期間中のみ）
- 18:07 奥美濃ゲレンデインフォメーション（冬期間中のみ）

### 本社スタジオに移動とともに終了したもの
- 19:20 TOWERS SELECTION(TOWER RECORDS提供、-2009年3月)
- 19:30 オススメ戦隊梅レコメン[2]（2008年7月までは月・木のみ、-2009年3月）
- 17:40、19:15 TOWER PLAY

## MUSIC COASTER FRIDAY

### 概要
- 2007年10月-2009年3月まで金曜日に放送されていた姉妹番組。ROCK the RADIO 851 Fridayの後番組として開始。前番組は洋楽番組だったが、この番組は月-木曜までと同様に邦楽番組。
- DJはみゆき。基本的にワンマンDJだが、遠藤[11]や珠久[12]が出演することもあった[13]。
- 2009年3月27日終了。最終回のエンディングで、みゆきは涙ぐみながらリスナーとスタッフに感謝を伝えた。

### 放送時間
- 2007年10月-2008年2月

金 20:00-21:55
- 2008年3月

金 20:00-20:55（『244 ENDLI-x produce BOOTLEG RADIO』放送開始に伴う）
- 2008年4月-2009年3月

金 19:30-20:55（『優香のI feel you』時間移動に伴う）

### コーナー

#### 番組終了時点でのコーナー
mu-mo チェキチェキ☆ランキング(2020ごろ-)
- 「新・オンガク生活 mu-mo」提供の、週間着うたランキングTOP5の紹介をするコーナー。
- この時間帯に特番が放送される場合、SHOO POWER REQUEST（前枠番組）内で振り替え放送された（後述）か、特番に内包される形[14]で放送された。
- このコーナーは『mu-mo シューパーランキング』として、同時間帯（SHOO POWER REQUEST）で引き続き放送されていた（現在は終了）。

テレビについて語り合うコーナー(2030ごろ-)
- 2008年開始。ドラマや俳優など、「ラジオなのにテレビについて語り合うコーナー」。コーナーの正式タイトルは決まっていない（そのうち決めると言われていたが、結局最後まで決まらなかった）。ゲスト出演時など、しばしば休止される。

ドラマソングリクエスト大会
- 2009年1月と最終回で行われた。番組全編においてリスナーから寄せられたドラマソングリクエストを紹介する。

#### 過去に行われていたコーナー
みゆき様のBLACK COASTER
メッセージを読んでいる際にみゆきが気に食わなかった内容があれば、BGMが流れみゆきがリスナーに激怒する。OA中に何回もある。番組初期に頻繁に行われ、後期でもたまに行われていた。
melody.Park
みゆきとmelody.によってガールズトークを繰り広げるコーナー。
日本探検隊
番組ADゆうが、簡単な常識問題を答える。

## 社会啓発キャンペーンとの連動
FM OSAKAでは、さまざまな社会啓発キャンペーンを展開している（詳細はこちらを参照）。その一部において、当番組と連動することがある。
一例
- 『愛です!FM OSAKA〜HIV／エイズについて考えよう!』の一環として、本番組(木曜日)に山本シュウが出演。エイズについての様々な情報を、時間を割いて紹介していた。（2008年）
- FRIDAYの時間帯で放送された『FM OSAKA防災キャンペーン』の特別番組「FM大阪　みんなの防災スペシャル」のDJをみゆき・遠藤が担当。中高生からのメッセージも寄せられるなど、普段のリスナー層も取り込んだ放送となった。「mu-mo チェキチェキ☆ランキング」のみSHOO POWER REQUEST内で放送された（みゆきによる録音）。（2009年1月16日）